# Можайка (приток Велесы)
Можайка — река на западе Тверской области России, правый приток Велесы (бассейн Западной Двины). Длина реки составляет 10 км.

## Течение
Протекает по территории Андреапольского и Нелидовского районов, одноимённых сельских поселений соответственно.
Можайка берёт начало в болотистой местности, в 3 км к востоку от деревни Забежня. Течёт в южном и юго-западном направлении. Впадает в Велесу справа на высоте 214,5 метров над уровнем моря.

## Притоки
Основной приток — ручей Таковский — впадает справа.

## Населённые пункты
В устье реки расположена деревня Калекино.